# Camilo Mortágua
 (mai 2023).
La mise en forme du texte ne suit pas les recommandations de Wikipédia : il faut le « wikifier ».
Les points d'amélioration suivants sont les cas les plus fréquents. Le détail des points à revoir est peut-être précisé sur la page de discussion.
- Les titres sont pré-formatés par le logiciel. Ils ne sont ni en capitales, ni en gras.
- Le texte ne doit pas être écrit en capitales (les noms de famille non plus), ni en gras, ni en italique, ni en « petit »…
- Le gras n'est utilisé que pour surligner le titre de l'article dans l'introduction, une seule fois.
- L'italique est rarement utilisé : mots en langue étrangère, titres d'œuvres, noms de bateaux, etc.
- Les citations ne sont pas en italique mais en corps de texte normal. Elles sont entourées par des guillemets français : « et ».
- Les listes à puces sont à éviter, des paragraphes rédigés étant largement préférés. Les tableaux sont à réserver à la présentation de données structurées (résultats, etc.).
- Les appels de note de bas de page (petits chiffres en exposant, introduits par l'outil «  Source ») sont à placer entre la fin de phrase et le point final[comme ça].
- Les liens internes (vers d'autres articles de Wikipédia) sont à choisir avec parcimonie. Créez des liens vers des articles approfondissant le sujet. Les termes génériques sans rapport avec le sujet sont à éviter, ainsi que les répétitions de liens vers un même terme.
- Les liens externes sont à placer uniquement dans une section « Liens externes », à la fin de l'article. Ces liens sont à choisir avec parcimonie suivant les règles définies. Si un lien sert de source à l'article, son insertion dans le texte est à faire par les notes de bas de page.
- La présentation des références doit suivre les conventions bibliographiques. Il est recommandé d'utiliser les modèles {{Ouvrage}}, {{Chapitre}}, {{Article}}, {{Lien web}} et/ou {{Bibliographie}}. Le mode d'édition visuel peut mettre en forme automatiquement les références.
- Insérer une infobox (cadre d'informations à droite) n'est pas obligatoire pour parachever la mise en page.

Pour une aide détaillée, merci de consulter Aide:Wikification.
Si vous pensez que ces points ont été résolus, vous pouvez retirer ce bandeau et améliorer la mise en forme d'un autre article.
Camilo Tavares Mortágua, né à Oliveira de Azeméis (région Nord) le 29 janvier 1934 et mort le 1er novembre 2024, est un antifasciste portugais qui a lutté contre la dictature de l'Estado Novo après avoir milité dans la Ligue d'unité et d'action révolutionnaire. En juin 2005, il reçoit le grade de grand officier de l'ordre de la Liberté de la République portugaise.

## Biographie

### Premières années
Camilo Mortágua naît à Oliveira de Azeméis le 29 janvier 1934. À l'âge de 12 ans, il s'installe avec ses parents et ses deux sœurs à Lisbonne. En 1951, il émigre au Venezuela.

### Prise du paquebot Santa Maria
Camilo Mortágua participe à l'une des opérations les plus célèbres contre la dictature de l'Estado Novo: « Operação Dulcineia », inspirée par le général Humberto Delgado, et qui débuta à l'aube du 22 janvier 1961 sous le commandement du capitaine Henrique Galvão. Orchestrée par le Directoire révolutionnaire de libération ibérique, elle consiste à prendre possession du paquebot Santa Maria qui comportait plus de 300 membres d'équipage et transportait 600 touristes en route vers Miami. Lors de cette opération, un jeune officier de l'équipage dont la femme était enceinte est tué par arme à feu.

### Déroutement d'un avion de la TAP
Le 10 novembre 1961, avec Palma Inácio et d'autres collaborateurs, il détourne sous la menace d'une arme un avion de la TAP qui effectuait le vol Casablanca - Lisbonne, dans le simple objectif de survoler Lisbonne et d'autres villes portugaises à basse altitude afin de lancer des milliers de tracts subversifs,. Plus de 100000 tracts sont ainsi largués sur les villes de Lisbonne, Setúbal, Barreiro, Beja et Faro.

### Braquage de la Banque du Portugal
Le 17 mai 1967, Camilo Mortágua, Palma Inácio, António Barracosa et Luís Benvindo cambriolent la succursale Banco de Portugal à Figueira da Foz dans le but de financer des actions contre le régime dirigé par António de Oliveira Salazar. Cette action est à l'origine de la fondation, le mois suivant, de la Ligue d'unité et d'action révolutionnaire comme l'a reconnu Emídio Guerreiro, l'un de ses fondateurs.

### Occupation du domaine de Torre Bela
Lors du renversement du régime salazariste à la suite de la révolution des Œillets, Camilo Mortágua participe à l'occupation du domaine de Torre Bela en avril 1975, la plus grande superficie de terres agricoles clôturée du Portugal (1 700 hectares), propriété du Duc de Lafões. L'événement est reconstitué dans le film Torre Bela réalisé par Thomas Harlan, fils du cinéaste Veit Harlan, dans lequel apparaissent des personnalités telles que le chanteur José Afonso.

### Grand officier de l'ordre de la Liberté

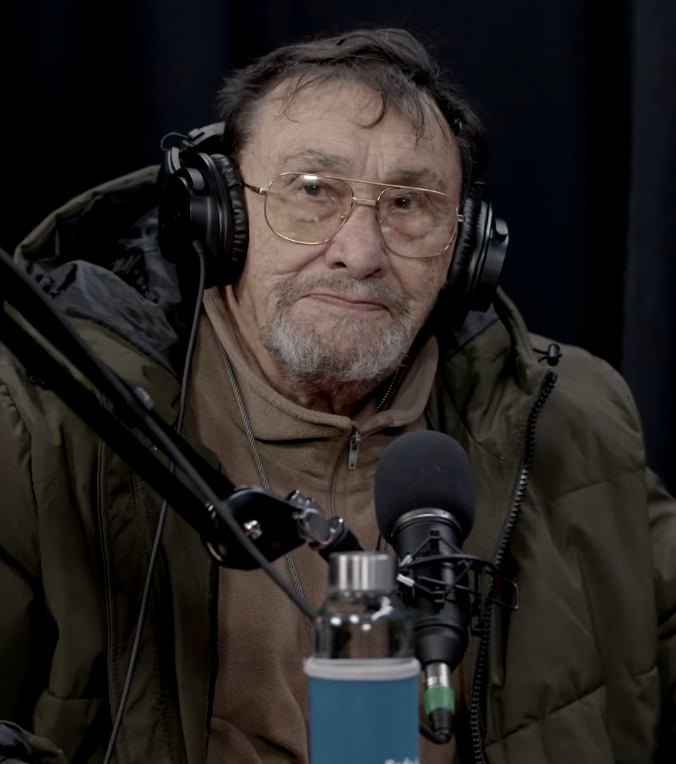
Camilo Mortágua en 2021.

Le président de la République Jorge Sampaio décerne la décoration de grand officier de l'ordre de la Liberté à Camilo Mortágua le 10 juin 2005.

### Projets de développement local
Camilo Mortágua réside à Alvito dans l'Alentejo, où il participe à des projets de développement local.

### Famille
Camilo Mortágua est le père des députées Joana Mortágua et Mariana Mortágua, membres de l'Assemblée de la République portugaise.